# Алишаускас, Нериюс
Нериюс Алишаускас (лит. Nerijus Ališauskas; род. 6 июня 1991, Электренай, Тракайский район) — литовский хоккеист, защитник. Игрок сборной Литвы. Первый литовец в КХЛ после Дарюса Каспарайтиса. Первый литовец, забивший гол в КХЛ.

## Карьера
Начал свою карьеру в качестве хоккеиста в своем родном городе Электренай за местную «Энергию». В сезонах 2007/08—2012/13 выступал в латвийском клубе «Металлург» из Лиепаи.
После этого играл в Германии и Казахстане. С 2017 года играл за клуб КХЛ Динамо (Рига). 27 июля 2020 года покинул команду.2 мая 2021 года вернулся в латвийский клуб

## Международная
В составе национальной сборной Литвы участник чемпионатов мира 2010 (дивизион I), 2011 (дивизион I), 2012 (дивизион I), 2013 (дивизион I), 2014 (дивизион I), 2015 (дивизион I), 2016 (дивизион I), 2018 (дивизион I). В составе молодёжной сборной Литвы участник чемпионата мира 2010 (дивизион II).

## Награды
- Победитель первого дивизиона чемпионата мира 2018 года (сборная Литвы)

## Статистика
```
                                            
                                            --- Regular Season ---  ---- Playoffs ----
Season   Team                        Lge    GP    G    A  Pts  PIM  GP   G   A Pts PIM
--------------------------------------------------------------------------------------
2006-07	 Energija Elektrénai-2 Lithuania	 1    0    0    0    6  --  --  --  --  --
2007     Lithuania U18         WJC-18 D2     5    0    0    0    0  --  --  --  --  --
2007-08	 Metalurgs Liepaja        Latvia    14    1    0    1   14  --  --  --  --  --
2008     Lithuania U18         WJC-18 D1     5    0    1    1    6  --  --  --  --  --
2008     Lithuania U20         WJC-20 D1     5    0    0    0    4  --  --  --  --  --
2008-09	 Metalurgs Liepaja U20 Latvia U20   15    1    2    3   12  --  --  --  --  --
2009     Lithuania U18         WJC-18 D1     5    0    4    4    4  --  --  --  --  --
2009     Lithuania U20         WJC-20 D2     5    0    3    3    2  --  --  --  --  --
2009-10  Metalurgs Liepaja       Belarus    31    1    1    2   14  --  --  --  --  --
2009-10  Metalurgs Liepaja-2      Latvia     6    1    2    3    8  --  --  --  --  --
2010     Lithuania U20         WJC-20 D1     5    0    5    5    8  --  --  --  --  --
2010     Lithuania                 WC D1     5    1    3    4    2  --  --  --  --  --
2010-11  Metalurgs Liepaja       Belarus    47    0    7    7   30   3   1   1   2   4
2010-11  Metalurgs Liepaja-2      Latvia     9    0    2    2    6  --  --  --  --  --
2011     Lithuania U20 (''С'') WJC-20 D1     5    4    2    6    6  --  --  --  --  --
2011     Lithuania  (''А'')        WC D1     5    0    1    1    8  --  --  --  --  --
2011-12  Metalurgs Liepaja       Belarus    49    4    9   13   42   4   0   0   0   4
2012     Lithuania                WC D1В     5    3    1    4    8  --  --  --  --  --
2012-13  Metalurgs Liepaja       Belarus    47    0    8    8   84   3   0   1   1   4
2012     Lithuania                  OGQ      3    0    2    2    0  --  --  --  --  --
2013     Lithuania               WC D1В      5    0    3    3    4  --  --  --  --  --
2013-14	 EV Füssen	            Germany3    23    7   22   29   36  --  --  --  --  --
2014     Lithuania                WC D1В     4    0    1    1    2  --  --  --  --  --
2014-15  HK Almaty            Kazakhstan    54   17   18   35   50   7   1   3   4   6
2015     Lithuania                WC D1В     5    1    4    5   10  --  --  --  --  --      
---------------------------------------------------------------------------------------
               Belarus Totals              174    5   25   30  176  10   1   2   3   12

```